# 29449 Taharbenjelloun
29449 Taharbenjelloun este o planetă minoră (asteroid), cu un diametru de 3,246 km, din centura de asteroizi. A fost descoperită pe 29 august 1997 la osservatorio Colleverde di Guidonia⁠(d) de Vincenzo Silvano Casulli⁠(d). 
Obiectul prezintă o orbită caracterizată de o semiaxă mare de 2,6398681 UAi, o excentricitate de 0,15, o înclinație de 13,37713 ° în raport cu ecliptica.